# Joseda Menargues
José David Menargues Manzanares (Murcia, 1 de mayo de 2002), más conocido como Joseda Menargues, es un futbolista español que juega en la demarcación de lateral derecho para el Villarreal "B" de la 1ª REF.

## Trayectoria
Joseda, nacido en Murcia y natural de Desamparados (Orihuela), provincia de Alicante, es un lateral derecho formado en las categorías inferiores del Valencia CF.
En la temporada 2019-20, formaría parte de la plantilla del Juvenil A del Valencia CF, siendo el capitán del conjunto ‘ché’ en el grupo VII de División de Honor y en la UEFA Youth League.
En la temporada 2020-21 se incorporaría a la plantilla del Valencia Club de Fútbol Mestalla de la Segunda División B de España, con el que disputa 23 partidos de liga en los que anota 3 goles, pese al descenso a la Tercera División de España.
En la temporada 2021-22, lograría el ascenso a la Segunda Federación, siendo clave en el equipo de Miguel Ángel Angulo.
En la temporada 2022-23, disputaría 15 partidos de liga en Segunda Federación durante la primera vuelta de la competición. El 2 de enero de 2023, se anuncia su fichaje como nuevo jugador de la UD Ibiza.

### Selección nacional
Es internacional con la Selección de fútbol sub-17 de España con el que disputó en 2019 el Mundial Sub-17 de Brasil y el Campeonato de Europa en la República de Irlanda.
El 17 de febrero de 2021, sería convocado de nuevo por la Selección de fútbol sub-19 de España.

## Clubes
| Club                             | País   | Año             |
| -------------------------------- | ------ | --------------- |
| Valencia Club de Fútbol Mestalla | España | 2020-2023       |
| Unión Deportiva Ibiza            | España | 2023-actualidad |